# Destillatie van lucht
De destillatie van lucht is een van de methoden voor het onttrekken van distikstof, dizuurstof en argon uit de atmosfeer. Deze destillatie wordt uitgevoerd bij extreem lage temperaturen (−180°C à −190°C) en wordt daarom ook wel een cryogene destillatie genoemd.

## Cryogene destillatie
Cryogene destillatie is een destillatie die plaatsvindt bij extreem lage temperaturen. De methode wordt gebruikt om mengsels te scheiden die bij normale druk en temperatuur gasvormig zijn. Het wordt onder andere toegepast bij de scheiding van lucht maar ook bij de scheiding van ethaan en etheen en de scheiding van propaan en propeen in een kraker. Het gedeelte van het proces dat plaatsvindt bij de lage temperaturen vindt plaats in een goed geïsoleerd gedeelte van de fabriek, de zogenaamde 'coldbox'.

## Globale procesbeschrijving
Achtereenvolgens wordt de lucht
- gecomprimeerd
- gezuiverd van verontreinigingen en water
- afgekoeld
- gedestilleerd
- afvoer van zuivere distikstof, dizuurstof en argon als gas of vloeistof

## Compressie
Door middel van compressoren wordt de te scheiden lucht gecomprimeerd tot ongeveer 5 bar. Dit gebeurt in meertrapscompressoren. Tijdens elke trap vindt een drukverhoging plaats waardoor water uit de lucht zal condenseren. Dit water kan makkelijk worden afgevoerd.

## Zuivering van verontreinigingen en water
In de gecomprimeerde lucht bevindt zich nog water en andere verontreinigingen zoals CO2, NOx en koolwaterstoffen. Deze verontreinigingen kunnen in het proces grote problemen veroorzaken en dienen daarom verwijderd te worden. CO2 en NOx worden bij de lage temperaturen vaste stoffen en kunnen verstoppingen in warmtewisselaars veroorzaken. Koolwaterstoffen kunnen in de destillatietoren explosies veroorzaken (zie paragraaf "gevaren van koolwaterstoffen").
De zuivering vindt plaats door de lucht door een groot vat te leiden met daarin absorberende korrels (bijvoorbeeld silica) die deze verontreinigingen opnemen. Na verloop van tijd (bijvoorbeeld enkele uren) zijn deze korrels verzadigd met verontreinigingen en dienen ze te worden geregenereerd. Deze regeneratie vindt plaats met stikstof of zuivere lucht (dat wil zeggen lucht zonder verontreinigingen) Er zijn twee vaten aanwezig, nadat vat A verzadigd is wordt overgeschakeld op vat B. Vat A wordt geregenereerd zodat dit weer gebruikt kan worden voordat ook vat B verzadigd is.

## Afkoeling van de ingaande lucht
De destillatie wordt uitgevoerd bij temperaturen van tussen de −180°C en −190°C. De lucht dient daarom afgekoeld te worden voordat het de destillatiekolom ingaat. Deze afkoeling gebeurt op twee manieren:
1. Afkoeling in een warmtewisselaar
De uitgaande stikstof- en zuurstofgas kunnen worden opgewarmd voordat ze de fabriek verlaten. Deze kou kan gebruikt worden om de ingaande lucht af te koelen. Dit gebeurt door het koude stikstof- en zuurstofgas in tegenstroom met lucht door warmtewisselaars te leiden.
2. Afkoeling met behulp van expansieturbines
Door de gecomprimeerde lucht over turbines te laten expanderen kan de lucht drastisch worden afgekoeld. Tevens produceren de expansieturbines hierbij elektriciteit, of drijven ze een compressor aan.

In de praktijk worden verschillende combinaties van bovenstaande methodes toegepast om de lucht af te koelen.

## Destillatie
De destillatie vindt plaats door middel van achtereenvolgens:
1. middendrukkolom
2. lagedrukkolom
3. argonzuivering

### Middendrukkolom
In de eerste kolom wordt de lucht onder in de kolom ingevoerd. Over de top van deze kolom gaat zuivere distikstof (vloeibaar of gasvormig). Over de bodem gaat een vloeistof met een hoog percentage (± 40%) zuurstof. Omdat (een gedeelte van) de lucht gasvormig de kolom wordt ingevoerd, is hier geen reboiler nodig.

### Lagedrukkolom
De vloeistof met het hoge percentage zuurstof wordt naar de top van de tweede kolom geleid en zorgt in deze kolom voor de reflux. De druk in deze kolom wordt op een lagere druk (bijvoorbeeld 200 mbar) bedreven. Gasvormige, onzuivere distikstof gaat over de top van deze tweede kolom en kan eventueel in een extra topsectie nog worden gezuiverd. Over de bodem van deze kolom gaat zuivere dizuurstof. Ergens midden in de kolom wordt een argonrijke vloeistof afgescheiden.
De condensor van de eerste kolom en de reboiler van de tweede kolom zijn samengevoegd in een warmtewisselaar. Dit is mogelijk omdat bij de hogere druk van de eerste kolom het kookpunt van distikstof iets hoger is dan het kookpunt van dizuurstof bij de lagere druk in de tweede kolom, waardoor er warmteoverdracht kan plaatsvinden van distikstof naar dizuurstof.

### Argonzuivering
Het rijke gasvormige argonmengsel wordt in de bodem van een kolom gestuurd. Over de top gaat een mengsel waaruit de dizuurstof gestript is. Over de bodem gaat een vloeistof met meer dizuurstof die weer teruggevoerd wordt naar de lagedrukkolom. Het gasmengsel ontdaan van dizuurstof bevat dan enkel nog distikstof en argon. In een tweede kolom wordt dit mengsel gescheiden waarbij argon over de top gaat. In de condensors van deze twee kolommen wordt het gas afgekoeld en gecondenseerd met behulp van koude vloeistoffen die zich in het proces bevinden, bijvoorbeeld de zuurstofrijke vloeistof over de bodem van de allereerste kolom.

## Afvoer van zuivere producten
Het zuivere distikstof, dizuurstof en argon kan als gas of als vloeistof de coldbox verlaten. Als vloeistof kan het direct worden opgeslagen in daarvoor bestemde cryogene tanks. Ook in deze tanks heerst een heel lage temperatuur (er bestaan tanks van miljoenen liters zuivere, vloeibare stikstof of zuurstof bij −180 of −190°C). Tevens kan deze vloeistof met pompen tot de gewenste druk worden gebracht (bijvoorbeeld tussen 5 en 70 bar), worden verdampt en opgewarmd in de warmtewisselaars die ook de inkomende lucht afkoelen.
Verder kunnen de zuivere producten als gas de coldbox verlaten om vervolgens in de warmtewisselaars te worden opgewarmd. Hierna kan het zuivere gas door middel van compressoren op de gewenste druk worden gebracht (bijvoorbeeld tussen 5 en 70 bar).

## Gevaren van koolwaterstoffen
Eventuele vervuilingen zoals CO2, NOx en koolwaterstoffen hebben een hoger kookpunt dan lucht en zullen dus over de bodem van de eerste kolom, opgelost in de vloeistof, in de tweede (lagedruk)kolom terechtkomen. Ook hier zullen ze, vanwege hun hoge kookpunt, in de bodem terechtkomen.
Op de bodem van deze tweede kolom zuivere dizuurstof in vloeibare vorm waarvan met behulp van een reboiler voortdurend een gedeelte wordt verdampt om als gas mee te kunnen doen aan de destillatie. De vervuilingen zullen hier, wederom door hun hogere kookpunt, niet verdampen en zich daarom ophopen in dit zuurstofbad. Zelfs minieme hoeveelheden kunnen over voldoende lange tijd zorgen voor een substantiële verhoging van de concentratie van deze vervuilingen in het zuurstofbad.
De condensor wordt gevormd door een warmtewisselaar. De dizuurstof circuleert hier voortdurend doorheen. Indien een kanaal van deze warmtewisselaar verstopt raakt (bijvoorbeeld door CO2-kristallen) kan het zo zijn dat de circulatie stopt en dit kanaal helemaal 'droogdampt'. Hierbij verdampt de dizuurstof, terwijl vervuilingen zoals koolwaterstoffen niet verdampen vanwege hun hogere kookpunt. De concentratie van deze vervuilingen neemt toe totdat uiteindelijk een explosief mengsel bereikt wordt. Indien er bovendien een ontlading plaatsvindt kan dit mengsel ontbranden. Een dergelijke 'explosie' kan de warmtewisselaar beschadigen of in het ergste geval een desastreuze ontploffing veroorzaken door de reactie van de enorme hoeveelheid zuurstofgas aanwezig in het bad en het aluminium van de warmtewisselaar. Dit gebeurde bijvoorbeeld op 25 december 1997 in Bintulu, Maleisië, mede veroorzaakt door bosbranden in de buurt, waardoor grote hoeveelheden verontreinigingen in de lucht aanwezig waren.
Er zijn verschillende manieren om een dergelijk scenario te voorkomen:
- De lucht wordt gezuiverd voordat deze de destillatiekolom inkomt (zie paragraaf "zuivering van verontreinigingen en water").
- De verschillende vloeistofstromen kunnen nog eens extra worden gefilterd om alle verontreinigingen te verwijderen
- Met enige regelmaat kan het zuurstofbad gespuid worden, waardoor ook de concentratie aan vervuilingen wordt verminderd. De zuurstof die op deze manier wordt gespuid, hoeft niet verloren te gaan, maar kan zuiver genoeg zijn om te worden verkocht. Het is ook mogelijk om continu een hoeveelheid te spuien en in een speciale kolom, hieruit de eveneens hoogkokende krypton en xenon te winnen. De te spuien vloeistof wordt daarbij eventueel eerst nog over een adsorbent geleid om de koolwaterstoffen, N2O en CO2 te verwijderen. Moderne fabrieken produceren enkel vloeibare zuurstof die later in het proces wordt verdampt indien dit nodig is.
- Met enige regelmaat kan de installatie worden gestopt en worden opgewarmd om alle verontreinigen te verwijderen en te voorkomen dat deze zich te veel kunnen ophopen.
- De concentratie aan vervuilingen kan voortdurend worden gemeten waardoor tijdig de installatie kan worden gestopt indien nodig.
- De luchtkwaliteit in de buurt van de installatie kan geëvalueerd en gemonitord worden.